# بوب كلاين (لاعب كرة قاعدة)
بوب كلاين (بالإنجليزية: Bob Kline) هو لاعب كرة قاعدة أمريكي، ولد في 9 ديسمبر 1909، وتوفي في 16 مارس 1987 في ويستيرفيل في الولايات المتحدة.

## وصلات خارجية
- بوب كلاين على موقعبيزبول رفرنس.كوم (الدوري الرئيسي) (الإنجليزية)
- بوب كلاين على موقعبيزبول رفرنس.كوم (الدوري الثانوي) (الإنجليزية)
- بوب كلاين على موقع جمعية أبحاث البيسبول الأمريكية (الإنجليزية)